# Henri Beau (calciatore)
Henri Beau (Parigi, 28 novembre 1881 – Parigi, 27 giugno 1928) è stato un calciatore francese, di ruolo portiere.

## Carriera

### Nazionale
Ha collezionato cinque presenze con la propria nazionale.

## Palmarès

### Club

#### Competizioni nazionali
- Trophée de France: 1

CA Paris: 1911